# Огоев, Созрыко Николаевич
Созрыко Николаевич Огоев (9 декабря 1917, селение Кадгаро́н (осет. Хъæдгæрон) Северной Осетии — 30 мая 2005, Владикавказ) — советский военачальник. Участник Великой Отечественной войны. Генерал-лейтенант артиллерии (1965).

## Биография
Ранние годы
Родился 9 декабря 1917 года в селении Кадгарон Владикавказского округа Терской области (ныне Ардонского района Республики Северная Осетия-Алания) в семье крестьян. Осетин. Был назван в честь генерал-лейтенанта Русской императорской армии Созрыко Хоранова, проживавшего в соседнем селении Ардон.
Образование
В 1931 году, оставив учёбу в шестом классе средней школы с. Кадгарон, начал работать в колхозе. В том же году вступил в ВЛКСМ.
В октябре 1932 года поступил на подготовительные курсы Горно-металлургического техникума (ГМТ) в городе Орджоникидзе (ныне Владикавказ). По окончании третьего курса ГМТ решил связать свою жизнь со службой в армии, добровольцем вступил в РККА 31 июля 1936 года. В том же 1936 году успешно сдал вступительные экзамены и поступил в Севастопольское училище зенитной артиллерии.
Начало военной службы
В 1939 году Огоев окончил училище по первому разряду и в звании лейтенанта был направлен для прохождения дальнейшей службы в 183-й зенитно-артиллерийский полк в город Киев. Начал свой путь в должности командира взвода, в том же году стал помощником командира батареи, затем командиром батареи.
Лейтенант Огоев проявлял себя способным, талантливым командиром. Эти его качества были замечены начальством и способствовали стремительной карьере молодого красного командира-зенитчика. Уже в сентябре 1940 года Огоев был направлен в Москву для поступления в одно из старейших и прославленных военных учебных заведений — Артиллерийскую академию РККА имени Ф. Э. Дзержинского.
Участие в Великой Отечественной войне
Обучение в академии прервала начавшаяся Великая Отечественная война. Участвовал в обороне во время Бомбардировки Москвы в 1941 году.
По окончании 1-го курса академии он был назначен командиром батареи зенитно-артиллерийского полка среднего калибра Московского корпуса ПВО. Также проходил службу в 370-м отдельном зенитном артиллерийском дивизионе, который был расформирован в декабре 1941 года. Затем продолжал службу в 444 отдельном зенитном артиллерийском дивизионе Северо-Западного фронта. С конца июля 1942 года служил в составе 250-го зенитного артиллерийского полка.
В сентябре 1942 года в звании старшего лейтенанта Созрыко Огоев был отозван для продолжения учёбы в академии, которая была эвакуирована в Самарканд.
В ноябре 1944 года капитан Огоев окончил командный факультет Артиллерийской академии им. Ф. Э. Дзержинского и был назначен командиром отдельного зенитно-артиллерийского дивизиона 583-го зенитного артиллерийского полка Юго-Западного фронта ПВО. С этим дивизионом принимал участие в боях по освобождению Румынии, Венгрии, Югославии.
Дивизион под командованием капитана Созрыко Огоева участвовал в обороне аэродромов: в Румынии — в городе Рошиори-Де-Веде, где располагалась целая дивизия бомбардировочной авиации; в Югославии — в городе Петровград-Ечка, аэродром Ечка; в Венгрии — аэродром Теккель, в 17 километрах от Будапешта, за который велись одни из самых ожесточенных боев в истории Второй мировой войны. А одним из участников штурма Будапешта был родной младший брат Созрыко — майор Маирбек Огоев.
В июле 1945 года он попал в госпиталь, а уже после лечения в связи с тем, что его дивизион был расформирован, был назначен старшим помощником начальника штаба артиллерии 9-го корпуса ПВО в городе Будапеште.
После Великой Отечественной войны
После войны проходил службу в Венгрии, на Западной Украине, в Азербайджане, на Северном Кавказе, в Беларуси.
Послужной список:
- Ноябрь 1945 года — преподаватель стрельбы зенитной артиллерии на окружных курсах офицерского состава Юго-Западного округа ПВО, город Львов;
- Апрель 1946 года — командир учебного дивизиона зенитно-артиллерийского полка, город Будапешт;
- Октябрь 1947 года — начальник школы по подготовке сержантов зенитно-артиллерийского полка среднего калибра, город Баку;
- Март 1948 года — старший офицер планирования боевой подготовки штаба Бакинской армии ПВО;
- Май 1949 года — заместитель командира зенитно-артиллерийского полка среднего калибра, поселок Насосный близ Сумгаита;
- Февраль 1951 года — командир зенитно-артиллерийского полка среднего калибра;
- Ноябрь 1953 года — заместитель командира зенитно-артиллерийской дивизии;
- Ноябрь 1954 года — командир зенитно-артиллерийской дивизии;
- Апрель 1959 — командующий зенитно-ракетными войсками и зенитной артиллерией Северо-Кавказской армии ПВО;
- Апрель 1960 — командующий зенитно-ракетными войсками и зенитной артиллерией Отдельной армии ПВО, город Минск;
- Август 1961 — командующий корпусом ПВО, город Барановичи.

Начальник Орджоникидзевского зенитно-ракетного училища ПВО, генерал-лейтенант артиллерии С. Н. Огоева на вручение дипломов курсантам училища. Орджоникидзе, середина 1970-х годов.

В 1968 году во время исполнения служебных обязанностей попал в страшную автокатастрофу, был тяжело ранен. С октября 1968 года — в распоряжении Главнокомандующего войсками ПВО страны Маршала Советского Союза Павла Федоровича Батицкого. Несмотря на рекомендации врачей отправить генерала Огоева в отставку, командование не хотело лишаться такого опытного военного начальника и специалиста. В сентябре 1969 года генерал Огоев был назначен начальником Орджоникидзевского зенитно-ракетного училища ПВО, которое располагалось в столице Северо-Осетинской АССР городе Орджоникидзе на улице Титова, 4. За пять лет руководством училища генералом Огоевым было сделано немало, были подготовлены сотни квалифицированных кадров офицеров для войск ПВО, а училище стало именоваться «высшим».
С 24 мая 1974 года генерал-лейтенант Огоев — в запасе (по болезни) с правом ношения военной формы одежды. Направлен на учёт в Ленинский районный военкомат города Орджоникидзе СОАССР.
Проживал в Орджоникидзе (Владикавказе) в доме на углу улиц Бородинской / Бутырина.
Ушел из жизни 30 мая 2005 года. Похоронен на Аллее Славы во Владикавказе.

## Общественная деятельность
- В ВЛКСМ с 1931 года.

Генерал-лейтенант артиллерии С. Н. Огоев на встрече с ветеранами-односельчанами в честь Дня победы. Селение Кадгарон, конец 1970-х — 1980-е годы.

- Член ВКП(б) с июля 1942 года, по другим данным с 1943 года.
- В декабре 1949 года избирался депутатом Сумгаитского городского Совета депутатов трудящихся.
- В 1956 году избирался членом Брестского сельского обкома КПСС.
- В 1963 году избирался членом бюро Барановичского сельского обкома КПСС.
- Активный участник ветеранского движения Северной Осетии.

## Семья

Генерал-лейтенант артиллерии Созрыко Огоев вместе с сыном — генерал-лейтенантом Урызмагом Огоевым, 2002 год

- Отец — Николай Огоев — крестьянин с. Кадгарон.
- Мать — Шалимка Тохтиева.
- Младший брат — Маирбек Николаевич Огоев — участник Великой Отечественной войны, кавалер двух орденов Красного Знамени, медалей «За боевые заслуги», «За отличие в охране государственной границы СССР», «За оборону Сталинграда», «За взятие Будапешта», «За взятие Вены», полковник ПВ КГБ СССР.
- Жена — Зарета Григорьевна Дзутцева (1921—1996), домохозяйка
- Старший сын — Сергей Созрыкоевич Огоев (1940—2016) — родился в Орджоникидзе. В середине 1970-х и в начале 1980-х работал в Торговом представительстве СССР в Индии. В 1996 году присвоен чин государственного советника III класса. В августе 1996 года был назначен торговым представителем РФ в Республике Сингапур. Имеет государственные награды.
- Младший сын — Урузмаг Созрыкоевич Огоев (1948—2024) — советский и российский военачальник, государственный деятель, генерал-лейтенант (1994).
- Внук — Заурбек Урузмагович Огоев (1972), кандидат экономических наук
- Внук — Алан Урузмагович Огоев — российский экономист, доктор экономических наук, профессор РАО, ректор СОГУ им. К. Л. Хетагурова. Сын — воспитанник СКСВУ.

## Звания
- Лейтенант — по окончании училища в 1939 году.
- Старший лейтенант — 14 февраля 1941 года.
- Капитан — 13 февраля 1943 года.
- Майор — 20 ноября 1945 года.
- Подполковник — 19 декабря 1949 года.
- Полковник — 20 мая 1953 года.
- Звание генерал-майора артиллерии присвоено решением Совета министров СССР от 27 августа 1957 года.
- Звание генерал-лейтенанта артиллерии присвоено решением Совета министров СССР от 18 июля 1965 года.

## Награды
- Орден Красного Знамени (30.12.1956);
- Орден Красного Знамени (22.02.1968);
- Орден Отечественной войны I степени (06.04.1985);
- Орден Красной Звезды (19.11.1951);
- Медаль «За боевые заслуги» (1947);
- Медаль «За оборону Москвы» (1944);
- Медаль «За победу над Германией в Великой Отечественной войне 1941—1945 гг.» (1945);
- Медаль «За освоение целинных земель»;
- Медаль «Во славу Осетии»;
- Юбилейные медали и знаки.